# سپیدپا
سپیدپا (نام علمی: Pithecia albicans) نام یک گونه از تیره لخت‌صورتان است.